# Парламентские выборы в Японии (2014)
Досрочные всеобщие парламентские выборы в Японии прошли 14 декабря 2014 года. Это были 47-е выборы в Палату представителей (нижнюю палату парламента) Японии начиная с 1890 года.

## Обстановка перед выборами
ВВП Японии снижался второй квартал подряд, например 17 ноября стало известно, что ВВП страны за третий квартал 2014 года сократился на 1,6 % по сравнению с аналогичным показателем за прошлый год. Была официально зафиксирована рецессия.
Премьер-министром Синдзо Абэ было отложено повышение потребительского налога, которое планировалось ввести уже в 2015 году. Теперь к этой мере власти Японии прибегнут только в апреле 2017 года.
21 ноября официально объявлено о роспуске нижней палаты парламента.
Как отмечал в середине ноября «Финансовый взгляд», «опросы также указывают на то, что избиратели не понимают, почему их зовут голосовать».

## Результаты опросов
Результаты последних опросов:
| Дата             | ЛДП    | ДП     | Комэйто | КП    | ПИ    | СДП   | ПБП   | Другие | Ни одна из сторон | Не определились |
| ---------------- | ------ | ------ | ------- | ----- | ----- | ----- | ----- | ------ | ----------------- | --------------- |
| 7—9 ноября 2014  | 36,6 % | 7,9 %  | 2,2 %   | 3,5 % | 1,2 % | 0,6 % | 0,2 % | 0,1 %  | 40,0 %            | 7,7 %           |
| 5—7 декабря 2014 | 38,1 % | 11,7 % | 5,9 %   | 4,3 % | 3,7 % | 0,9 % | 0,1 % | 0,1 %  | 26,3 %            | 8,5 %           |

## Результаты выборов
Выборы прошли при самой низкой явке за послевоенную историю. Проблемы, вызванные бо́льшим весом голосов избирателей из малонаселённых регионов, привели к критике выборов и обращению в Верховный суд страны.